# Rádiógalaxis

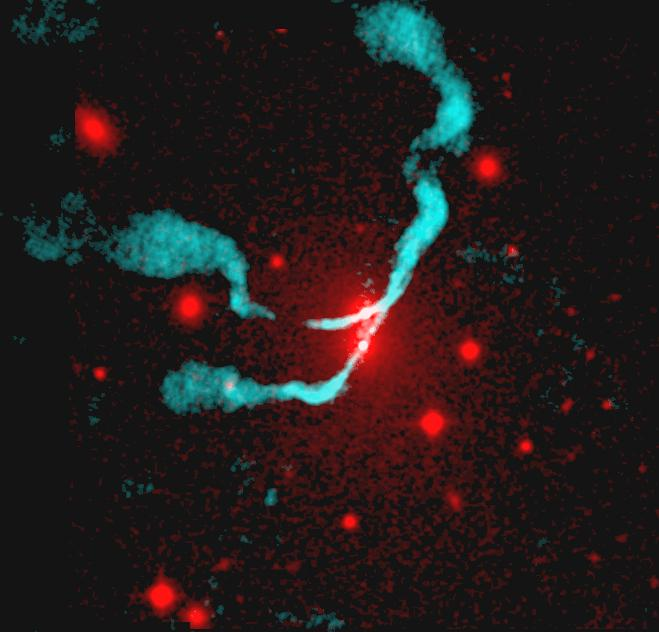
A 3C75 rádiógalaxis optikai (vörös) és rádióképe (kék)

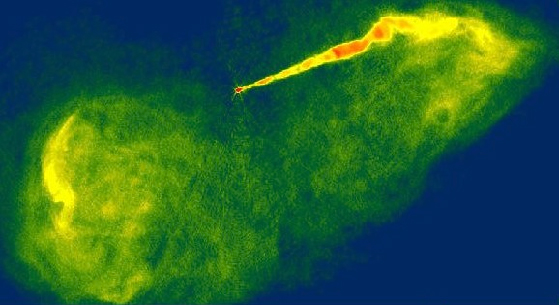
A Messier 87 rádiógalaxis magjában lévő szupermasszív fekete lyukból kiinduló relativisztikus jet rádióképe.

A rádiógalaxis olyan galaxis, amely rádiófluxusa nagyságrendekkel erősebb annál, mint ami az optikai fényessége alapján várható, figyelembe véve az úgynevezett rádióindexet, azaz az elektromágneses hullámok formájában leadott energiájának nagy részét a rádióhullámok tartományában sugározza ki. A rádiógalaxisok döntő része fényes elliptikus galaxis, {\displaystyle {-12}^{m}<M_{pg}<{-20}^{m}} közé eső abszolút magnitúdóval.
A rádiógalaxisokból gyakran olyan gáznyúlványok (relativisztikus jetek) indulnak ki két, egymással ellentétes irányba, amelyek különálló csomókra bonthatók fel. A jetekben gyors változások is vannak, egészen a rádióobjektum mélyéig benyúlva. Egyes feltételezések szerint az Univerzum történetének egy korai korszakában, a kvazár-korszakban a rádiógalaxisokból kinyúló jetek alapvető szerepet játszottak a galaxisok közötti gáz összecsomósításában, így a kisebb galaxisok létrejöttét katalizálták.
Az aktív galaxismagok létezésére utaló tény, hogy ezekben szupermasszív fekete lyuk folyamatosan további anyagot nyel el. Ha megszűnik ez az „utánpótlás”, akkor a továbbiakban már csak a fekete lyuk van jelen, ezért a galaxis megszűnik aktív lenni.
A csillagászok feltételezik, hogy az aktív galaxisok különböző osztályai csak látszólagosak, elsősorban az aktív magjukra való rálátás szerint csoportosíthatóak az egyik vagy másik osztályba. Ha a látóirányunk merőleges az akkréciós korong síkjára, vagyis egybeesik az anyagkilövellések irányával, akkor blazárt figyelünk meg. Ha viszont éppen a perem felől látunk rá a galaxisra, akkor rádiógalaxisnak nevezzük.

## A rádióindex
A rádiógalaxisoknál több altípust különböztetünk meg. A rádiógalaxisok intenzitásviszonyát a rádióindex segítségével jellemezhetjük:
{\displaystyle R=m_{r}-m_{pg}}
ahol {\displaystyle m_{pg}} a látszólagos fotografikus magnitúdó, {\displaystyle m_{r}}-re pedig a következők érvényesek:
{\displaystyle m_{r}={-53,\!}^{m}45-2,\!5\log S_{158}}
ahol {\displaystyle S_{158}} a rádiósugárzás intenzitása 158 MHz-en {\displaystyle {\frac {\text{W}}{{\text{m}}^{2}\cdot {\text{Hz}}}}} egységben. Érdekes, hogy az Sb, Sc, Irr galaxisok többségére a rádióindex {\displaystyle 0<R<5}, az elliptikus galaxisokról rádiósugárzást eddig még nem sikerült észlelni. A rádiófluxus jelentős része a rendszerek halójából érkezik hozzánk. Az Androméda-köd esetében a sugárzás 90-95%-a a halóból származik. A következő táblázat néhány galaxis rádiósugárzási adatait mutatja. Mpg = látszólagos fotografikus fényesség; r = távolság Mpc-ben; F = a mért fluxussűrűség {\displaystyle 10^{-26}\ {\frac {\text{W}}{{\text{m}}^{2}\cdot {\text{Hz}}}}} egységben.
| Galaxis                             | Csillagkép    | Típusa | Fényesség Mpg | Távolság | Fluxussűrűség |
| ----------------------------------- | ------------- | ------ | ------------- | -------- | ------------- |
| Nagy Magellán-felhő (LMC)           | Mensa, Dorado | Ir I   | 0,58          | 0,05     | 1700          |
| Kis Magellán-felhő (SMC, NGC 292)   | Tucana        | Ir I   | 2,62          | 0,05     | 16            |
| Androméda-köd (Messier 31, NGC 224) | Andromeda     | Sb     | 2,77          | 0,69     | 210           |
| Centaurus A (NGC 5128)              | Centaurus     | E      | 7,87          | 4,0      | 5800          |
| Virgo A (NGC 4486)                  | Virgo         | E      | 9,56          | 11       | 1000          |
| Fornax A (NGC 1316)                 | Fornax        | E      | 9,6           | 17       | 175           |
| Cygnus A                            | Cygnus        | E+E    | 17,9          | 170      | 8300          |
| 3C 295                              |               | –      | 20,9          | 1380     | 70            |
| Hercules A                          | Hercules      | E ?    | 15,5          | 460      | 180           |
| Hydra A                             | Hydra         | E+E    | 15,1          | 160      | 210           |
| Messier 82 (NGC 3034)               | Ursa Major    | –      | 9,2           | 2,0      | 13            |
| Messier 101 (NGC 5457)              | Ursa Major    | Sc     | 8,2           | 4,4      | 7             |
| Messier 33 (NGC 598)                | Triangulum    | Sc     | 5,41          | 0,72     | 30            |